# Adolescente viaje al sol
 Adolescente viaje al sol  es una película filmada en colores de Argentina dirigida por Juan Antonio Serna según su propio guion que se estrenó el 11 de diciembre de 1969 y que tuvo como protagonistas a Michel Ortiz, Alex Badeur, Miguel Herrera y Adelina Castex.

## Sinopsis
Un chico se escapa de su casa al morir su padre. En Villa Gesell le ocurren cosas que terminarán en una nueva fuga.

## Reparto
- Michel Ortiz
- Alex Badeur
- Miguel Herrera
- Adelina Castex
- Liber Scalize
- Enrique Heredia
- Carlos Lindhal
- Nora Schwaibe
- Eric Ham
- Hernán Figueroa Reyes
- Miguel Saravia
- Carlos Barocela

## Comentarios
La Nación:

”Modesto  aporte experimental…de difícil acceso.”

Manrupe y Portela escriben:

”Film confuso…no llegó a estrenarse en los circuitos tradicionales y sólo se mantuvo dos días en la sala del IFT.”